# Lasse Kinch
Karl Lars Åke "Lasse" Kinch, född 10 januari 1943 i Oscars församling, Stockholm, är en svensk sportjournalist sportkommentator i radio och TV. 
Kinch var länge sportreporter och sportkommentator på TV 3 och Viasat Sport, där han bevakade bland annat ishockey-VM och fotboll. Han arbetade även för Sveriges Radio och SVT. Han har även kommenterat matcher i Hockeyettan.
I radioprogrammet Röster i radio fanns en fiktiv individ med samma namn.
Kinch är son till skådespelarna Karl Kinch och Ka Nerell.